# The Martyr Sex
The Martyr Sex er en amerikansk stumfilm fra 1924 instrueret af Duke Worne.

## Medvirkende
- William Dyer som Horseshoe Sam
- William Fairbanks som Dr. Ross Wayne
- Les Bates som Branch Paxton
- Billie Bennett
- Dorothy Revier som Beulah Paxton
- Pat Harmon som Lem Paxton
- Frank Hagney som Ed Carter